# Nipponomysis sinensis
Nipponomysis sinensis är en kräftdjursart som först beskrevs av Wang 1981.  Nipponomysis sinensis ingår i släktet Nipponomysis och familjen Mysidae. Inga underarter finns listade i Catalogue of Life.